# Мартон Фучович
Мартон Фучович (мађ. Fucsovics Márton, Њиређхаза, Мађарска, 8. фебруар 1992) је мађарски тенисер. Најбољи пласман на АТП листи остварио је 4. марта 2019. године када је заузимао 31. место.

## Тениска каријера
Фучович је почео да игра тенис са пет година, а већ са осам година је играо са три године старијим категоријама.
На државном такмичењу Мађарске 2003. године је освојио прво место на такозваном Најки јуниор туру. Са овим успехом је добио прилику да представља Мађарску на финалу Светског купа у Јужноафричкој Републици.

### Као јуниор
Први већи успех је дошао 2009. године када је са партнером Хси Ченг−пенгом освојио јуниорску титулу у паровима на УС опену. У 2010. је стигао до полуфинала у Аустралији, овај пут у појединачном такмичењу а неколико месеци касније је у својој категорији освојио Вимблдон, и тада није изгубио нити један сет у току такмичења.
Фучович је такође био део мађарске репрезентације до 18 година, са којом је освојио прво место на Галеа/Валерио купу у Венецији.
До првог места ИТФ као јуниор је стигао у јулу 2010. године.

## Сениорска каријера

### 2009–2016: Почетак каријере и прве титуле на челенџерима
Фучович је 2013. године освојио две титуле на челенџерима, први у мају Кунминг опен и у новембру Андриа челенџер.
У 2016. години се квалификовао за свој први Гренд слем, а то је био УС опен, изгубивши од Николаса Алмагра у три сета у првом колу.

### 2017: Повратак титула и улазак у првих 100
Током 2017. године Фучович је освојио два челенџера. Први је био у Виченци а други Илкли челенџер. Овим успехом је заслужио вајлд карту за главни жреб Вимблдона, где је изгубио од Жила Милера у првом колу. По први пут у каријери је ушао у првих 100, био је 99. на АТП листи.

### 2018: Прва победа на Гренд слему, прва АТП 250 титула, топ 50
У јануару 2018. године Фучович је остварио своју прву победу у главном жребу гренд слем турнира, победио је Раду Албота у првом колу Аустралијен опена. У другом колу је победио Сема Кверија, у трећем Николаса Кикера, док је у четвртом колу изгубио од Роџера Федерера са 3:0.
У мају исте године је освојио своју прву АТП титулу на Отвореном првенству Женеве, у категорији АТП 250. Турнир се играо на шљаци. Са овим успехом је стигао до 45. места на АТП листи.
На Ролан Гаросу је победио Вашека Поспишила у три сета. У другом колу је играо против Кајла Едмунда. Овај меч је изгубио.

### 2019: Друго АТП 250 финале
У фебруару, Фучович је стигао до свог другог АТП финала, Отвореног првенства Софије. Ту је изгубио од Данила Медведева у два сета са 6:4, 6:3.

### 2021: Прво АТП 500 финале
У марту, Фучович је стигао до свог првог АТП 500 финала, које се одржавало у Ротердаму. Ту је изгубио од Андреја Рубљова у два сета са 7:6(7:4), 6:4.

## АТП финала

### Појединачно: 3 (1:2)
| Легенда                        |
| ------------------------------ |
| Гренд слем турнири (0:0)       |
| Завршно првенство сезоне (0:0) |
| АТП мастерс 1000 (0:0)         |
| АТП 500 (0:1)                  |
| АТП 250 (1:1)                  |

| Финала по подлози |
| ----------------- |
| Тврда (0:2)       |
| Шљака (1:0)       |
| Трава (0:0)       |

| Финала по локацији |
| ------------------ |
| Отворено (1:0)     |
| Дворана (0:2)      |

| Исход     | Бр. | Датум             | Турнир              | Подлога   | Противник      | Резултат      |
| --------- | --- | ----------------- | ------------------- | --------- | -------------- | ------------- |
| Победник  | 1.  | 26. мај 2018.     | Женева, Швајцарска  | Шљака     | Петер Гојовчик | 6:2, 6:2      |
| Финалиста | 1.  | 10. фебруар 2019. | Софија, Бугарска    | Тврда (д) | Данил Медведев | 4:6, 3:6      |
| Финалиста | 2.  | 7. март 2021.     | Ротердам, Холандија | Тврда (д) | Андреј Рубљов  | 6:7(4:7), 4:6 |